# Taberg
Taberg – miejscowość (tätort) w Szwecji, w regionie administracyjnym (län) Jönköping, w gminie Jönköping.
Według danych Szwedzkiego Urzędu Statystycznego liczba ludności wyniosła: 4486 (31 grudnia 2015), 4501 (31 grudnia 2018) i 4487 (31 grudnia 2019).